# Mercè Llorens
Mercè Llorens (Arenys de Munt, 14 mei 1979) is een Spaanse actrice.

## Levensloop en carrière
Llorens begon haar filmcarrière in 2001. Haar eerste hoofdrol speelde ze in 2004 in La puta y la ballena. In 2006 acteerde ze in een biografische film over de Grupos Antiterroristas de Liberación. In 2008 speelde ze de hoofdrol in de sitcom 700 euros, diario secreto de una call girl. 